# Capparimyia aenigma
Capparimyia aenigma är en tvåvingeart som beskrevs av De Meyer och Amnon Freidberg 2005. Capparimyia aenigma ingår i släktet Capparimyia och familjen borrflugor.
Artens utbredningsområde är Tanzania. Inga underarter finns listade.